# Praterie, savane e macchie temperate

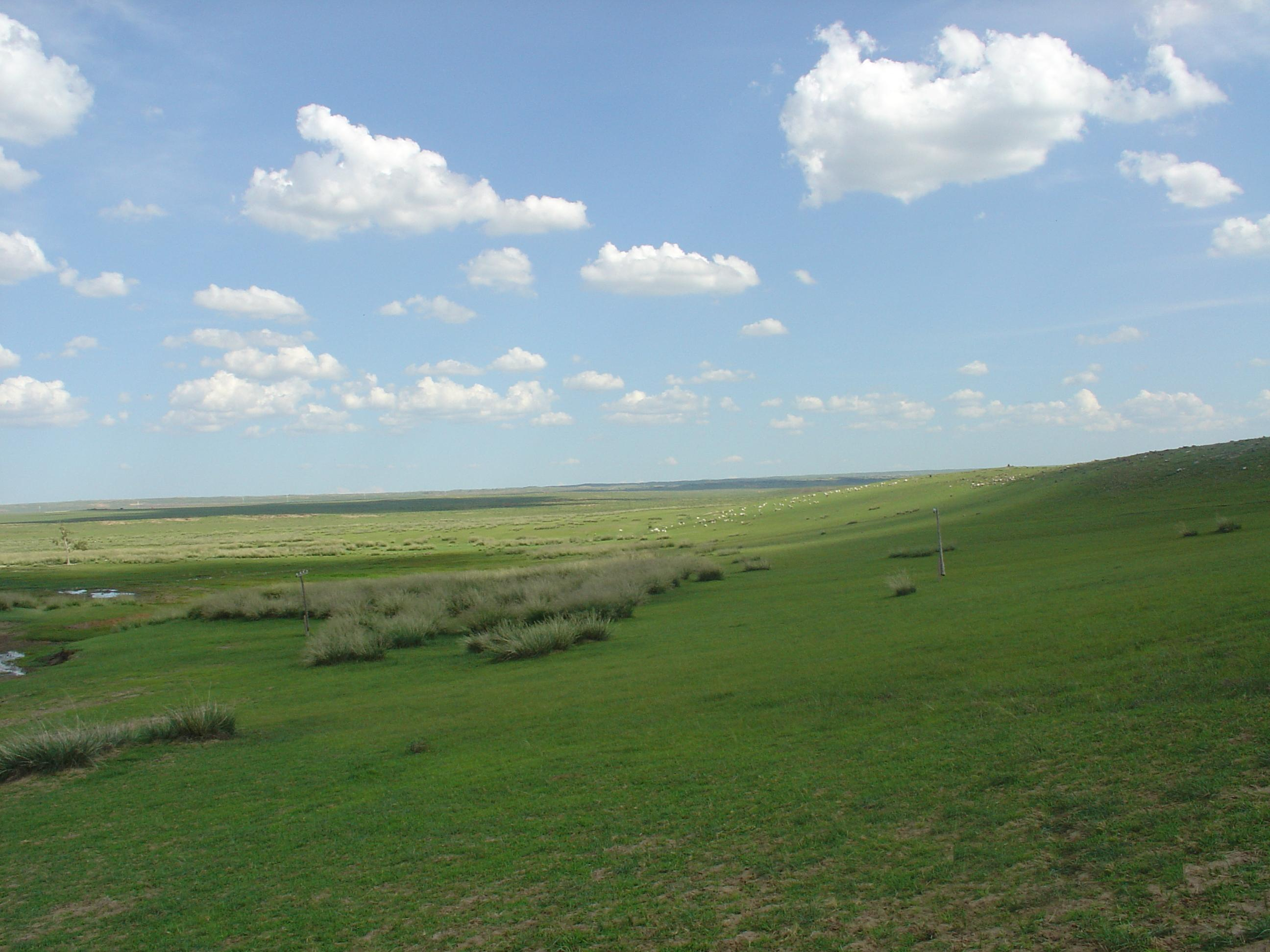
I pascoli tra Mongolia e Manciuria

Distribuzione del bioma

Il bioma costituito dalle praterie, savane e macchie temperate è dominato dalla vegetazione erbacea e/o arbustiva; il clima è temperato, oscillando tra il semi-arido e il semi-umido. La temperatura varia tra il caldo e il torrido, spesso con una stagione invernale fredda o gelata. I suoli sono fertili, con abbondanza di nutrienti e sali minerali. La flora è per lo più costituita da prati; alberi o arbusti nelle savane e da arbusteti. La fauna è costituita da grandi mammiferi ruminanti, uccelli e rettili.

## Caratteristiche
Le steppe o praterie basse sono prati bassi che si formano in climi semi-aridi. Le praterie alte sono invece pascoli con erbe di altezza maggiore e si formano nelle aree con piovosità maggiore. Le lande e i pascoli sono costituiti, rispettivamente, da arbusti bassi e da prati nei luoghi dove la crescita della foresta è ostacolata dalle attività umane, ma non dal clima.
I prati di erbe alte, come le praterie alte del Nord America e le pampas umide dell'Argentina, si sviluppano in zone con precipitazioni moderate e suoli ricchi che le rendono ideali per l'allevamento estensivo del bestiame. Le ecoregioni di prateria alta ospitano alcuni tra i terreni agricoli più produttivi del mondo.
Le savane sono aree che ospitano sia erbe sia alberi, ma gli alberi non raggiungono una densità tale da formare una canopia continua come quella di una foresta..

## Localizzazione
Le principali zone di prateria, savana e macchia temperata sono:
- praterie del Nord America: situate nelle grandi pianure di Stati Uniti d'America e Canada. Sono pascoli alti e abbondanti nella parte orientale e più corti, aridi e steppici nella porzione occidentale.
- steppa eurasiatica: si trova a sud delle foreste temperate di Russia, Ucraina, Mongolia, Cina e degli altri paesi dell'Asia centrale.
- pascoli e matorral argentini: in Argentina si trovano le pampas ("praterie"), l'espinal (pascoli alberati xerofili), il monte (matorral e steppa arbustiva), la steppa patagonica e la steppa delle isole dell'Atlantico meridionale.
- veld sudafricano: costituito da pascoli e arbusti bassi, si trova a una certa altezza sull'altopiano sudafricano, per cui è compreso nelle praterie e boscaglie montane.
- savana australiana: la savana temperata del sud-est australiano si compone di pascoli alberati a eucalipti nel Nuovo Galles del Sud.

## Ecoregioni
Il bioma comprende le seguenti ecoregioni terrestri:
| Ecozona       | Bioma                                                   | Ecoregione | Paesi                                                      |
| ------------- | ------------------------------------------------------- | ---------- | ---------------------------------------------------------- |
| Afrotropicale | Boscaglie montane dei monti Al Hajar al Gharbi          | AT0801     | Oman, Emirati Arabi Uniti                                  |
| Afrotropicale | Praterie temperate delle isole Amsterdam e Saint-Paul   | AT0802     | Terre Australi e Antartiche Francesi                       |
| Afrotropicale | Macchia e praterie delle isole Tristan da Cunha-Gough   | AT0803     | Tristan da Cunha                                           |
| Australasiana | Praterie a tussock di Canterbury-Otago                  | AA0801     | Nuova Zelanda                                              |
| Australasiana | Arbusteto a mulga dell'Australia orientale              | AA0802     | Australia                                                  |
| Australasiana | Savana temperata dell'Australia sud-orientale           | AA0803     | Australia                                                  |
| Neartica      | Praterie della valle centrale californiana              | NA0801     | Stati Uniti d'America                                      |
| Neartica      | Parchi e foreste di pioppo canadese                     | NA0802     | Canada, Stati Uniti d'America                              |
| Neartica      | Praterie miste degli Stati Uniti centrali e meridionali | NA0803     | Stati Uniti d'America                                      |
| Neartica      | Zona di transizione foresta-prateria centrale           | NA0804     | Stati Uniti d'America                                      |
| Neartica      | Praterie alte centrali                                  | NA0805     | Stati Uniti d'America                                      |
| Neartica      | Savana dell'altopiano di Edwards                        | NA0806     | Stati Uniti d'America                                      |
| Neartica      | Praterie alte delle colline Flint                       | NA0807     | Stati Uniti d'America                                      |
| Neartica      | Praterie di valle e pedemontane del Montana             | NA0808     | Canada, Stati Uniti d'America                              |
| Neartica      | Praterie miste delle Sand Hills del Nebraska            | NA0809     | Stati Uniti d'America                                      |
| Neartica      | Praterie miste settentrionali                           | NA0810     | Canada, Stati Uniti d'America                              |
| Neartica      | Praterie basse settentrionali                           | NA0811     | Canada, Stati Uniti d'America                              |
| Neartica      | Praterie alte settentrionali                            | NA0812     | Canada, Stati Uniti d'America                              |
| Neartica      | Praterie di Palouse                                     | NA0813     | Stati Uniti d'America                                      |
| Neartica      | Praterie delle terre nere del Texas                     | NA0814     | Stati Uniti d'America                                      |
| Neartica      | Praterie basse occidentali                              | NA0815     | Stati Uniti d'America                                      |
| Neotropicale  | Espinal argentino                                       | NT0801     | Argentina                                                  |
| Neotropicale  | Monte argentino                                         | NT0802     | Argentina                                                  |
| Neotropicale  | Pampas umide                                            | NT0803     | Argentina                                                  |
| Neotropicale  | Praterie della Patagonia                                | NT0804     | Argentina, Cile                                            |
| Neotropicale  | Steppe della Patagonia                                  | NT0805     | Cile                                                       |
| Neotropicale  | Pampas semi-aride                                       | NT0806     | Argentina                                                  |
| Paleartica    | Steppa degli Alai-Tien Shan occidentale                 | PA0801     | Kirghizistan, Russia, Tagikistan, Turkmenistan, Uzbekistan |
| Paleartica    | Steppa e semi-deserto degli Altai                       | PA0802     | Cina, Kazakistan                                           |
| Paleartica    | Steppa dell'Anatolia centrale                           | PA0803     | Turchia                                                    |
| Paleartica    | Steppa della foresta della Dauria                       | PA0804     | Cina, Mongolia, Russia                                     |
| Paleartica    | Steppa montana dell'Anatolia orientale                  | PA0805     | Armenia, Georgia, Iran, Turchia                            |
| Paleartica    | Steppa della valle di Emin                              | PA0806     | Cina, Kazakistan                                           |
| Paleartica    | Prateria boreale delle Fær Øer                          | PA0807     | Fær Øer                                                    |
| Paleartica    | Boschi aperti dei Gissar-Alai                           | PA0808     | Afghanistan, Kirghizistan, Russia, Tagikistan, Uzbekistan  |
| Paleartica    | Steppa forestale del Kazakistan                         | PA0809     | Kazakistan, Russia                                         |
| Paleartica    | Steppa del Kazakistan                                   | PA0810     | Kazakistan, Russia                                         |
| Paleartica    | Altopiano del Kazakistan                                | PA0811     | Kazakistan                                                 |
| Paleartica    | Steppa medio-orientale                                  | PA0812     | Iraq, Israele, Giordania, Siria, Turchia                   |
| Paleartica    | Steppa mongola-manciuriana                              | PA0813     | Cina, Mongolia, Russia                                     |
| Paleartica    | Steppa pontica                                          | PA0814     | Bulgaria, Kazakistan, Moldavia, Romania, Russia, Ucraina   |
| Paleartica    | Steppa intermontana dei Saiani                          | PA0815     | Mongolia, Russia                                           |
| Paleartica    | Steppa forestale del Selenga-Orkhon                     | PA0816     | Mongolia, Russia                                           |
| Paleartica    | Steppa forestale della Siberia meridionale              | PA0817     | Russia                                                     |
| Paleartica    | Steppa arida pedemontana del Tien Shan                  | PA0818     | Cina, Kazakistan, Kirghizistan                             |

## Galleria d'immagini

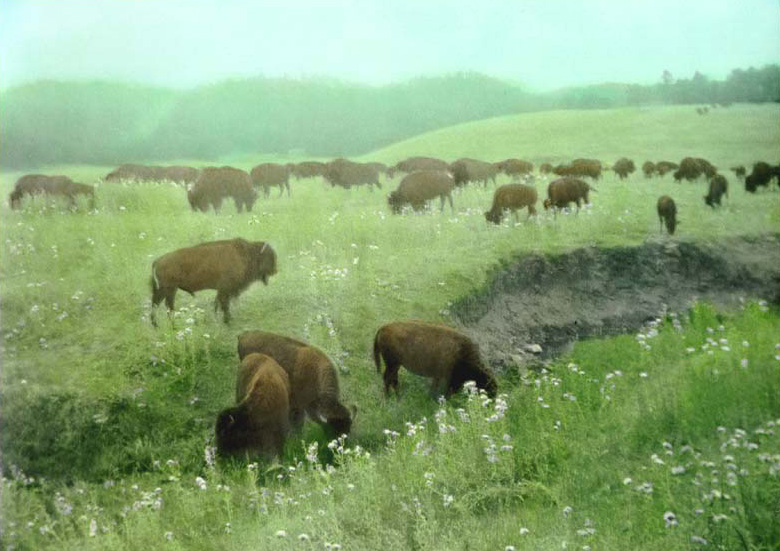
Branco di bisonti al pascolo in Sud Dakota
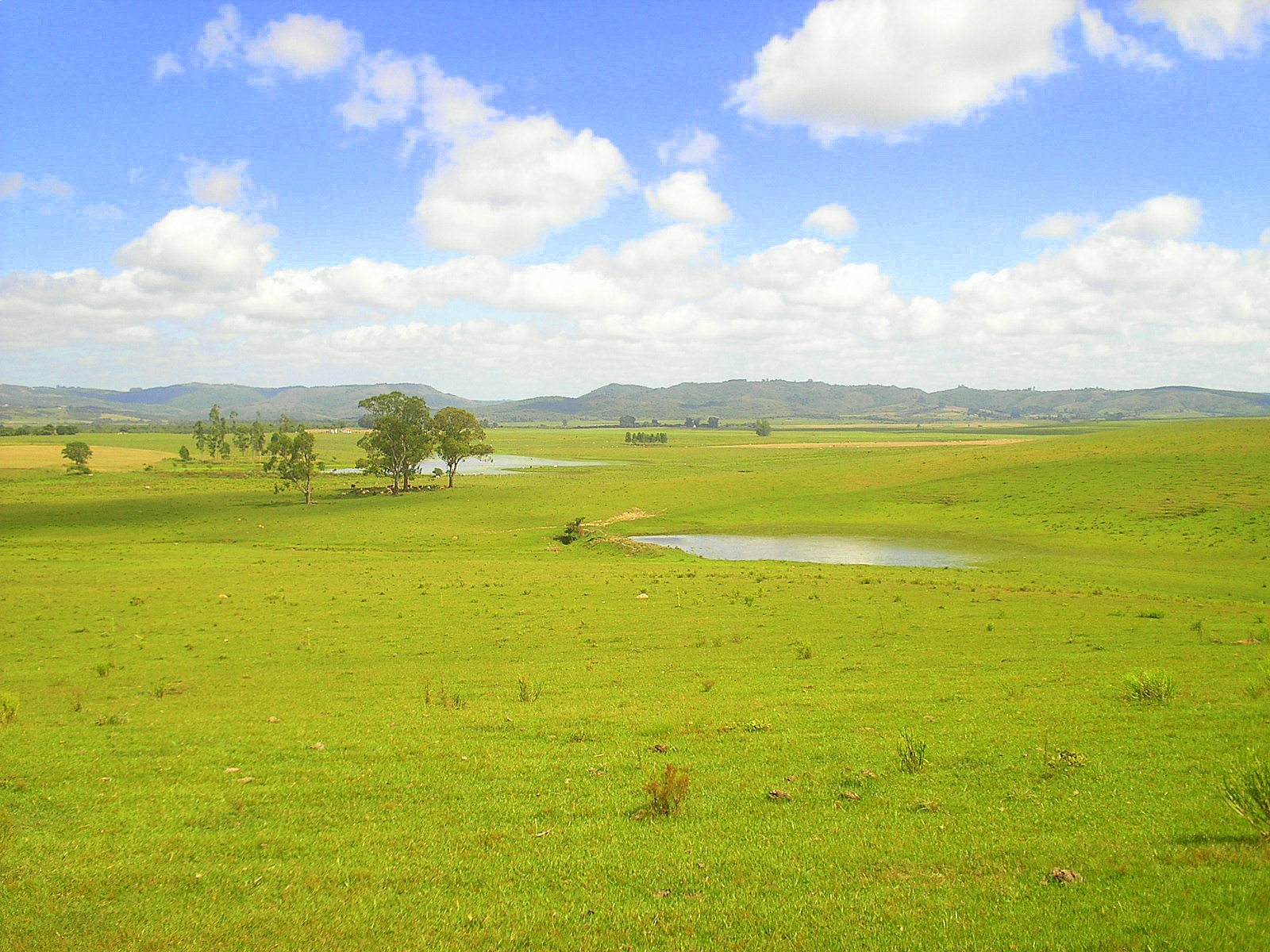
Pascolo nei campos del Rio Grande do Sul, in Brasile
Campi di frumento in Ucraina
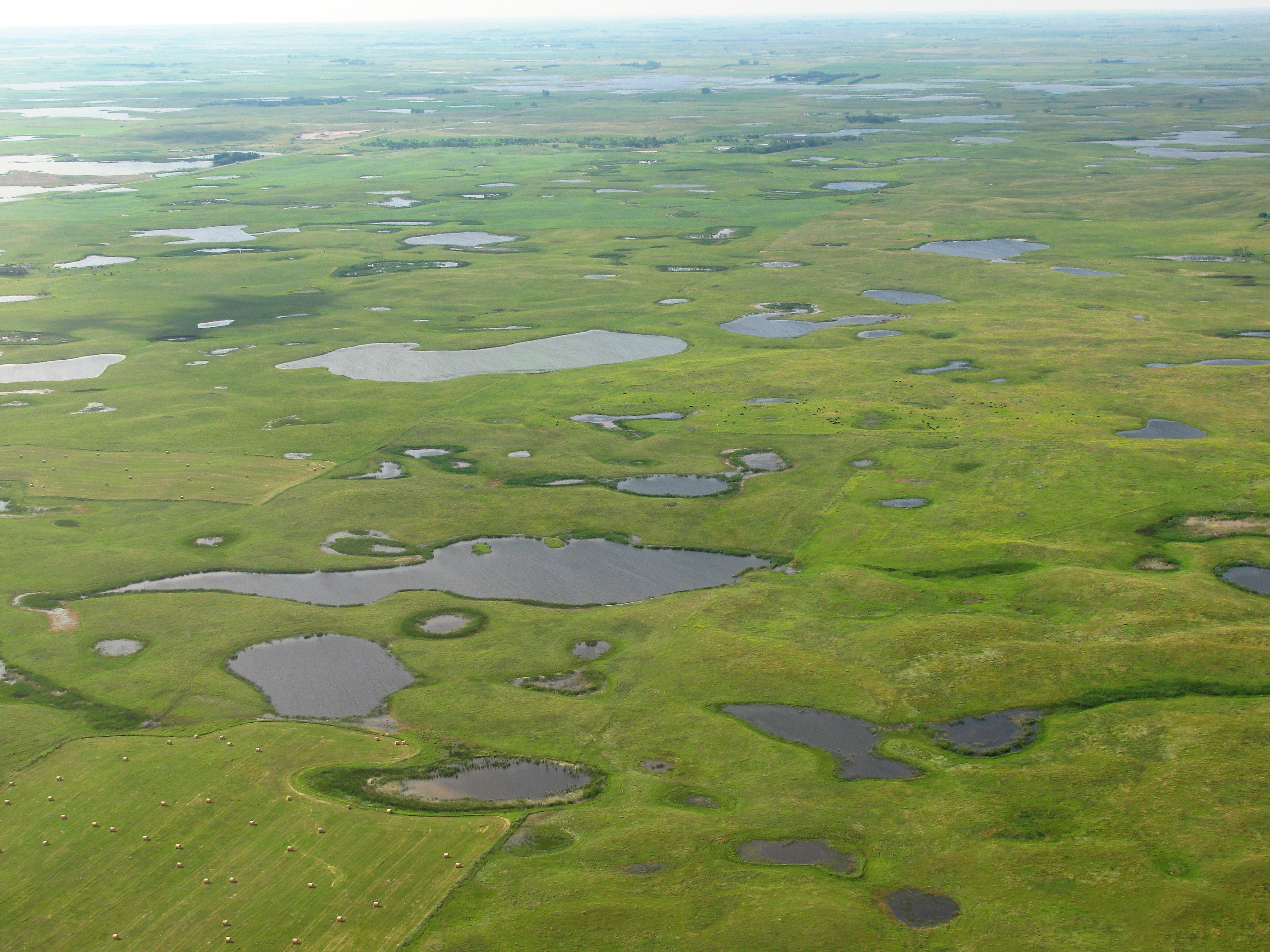
Prateria del North Dakota